# ويليام روبرت مور
ويليام روبرت مور (بالإنجليزية: William Robert Moore)‏ هو سياسي أمريكي، ولد في 28 مارس 1830 في هنتسفيل في الولايات المتحدة، وتوفي في 12 يونيو 1909 في ممفيس في الولايات المتحدة. حزبياً، نشط في الحزب الجمهوري. وقد انتخب عضو مجلس النواب الأمريكي.